# Radinjinci
Radinjinci (en serbe cyrillique : Радињинци) est un village de Serbie situé dans la municipalité de Babušnica, district de Pirot. Au recensement de 2011, il comptait 172 habitants.

## Démographie
| 1948 | 1953 | 1961 | 1971 | 1981 | 1991 | 2002 | 2011 |
| ---- | ---- | ---- | ---- | ---- | ---- | ---- | ---- |
| 612  | 654  | 627  | 591  | 532  | 404  | 288  | 172  |

|  |